# Ерос Гоббі
Ерос Гоббі (італ. Eros Gobbi, нар. 16 жовтня 1989) — санмаринський футболіст, воротар клубу «Ювенес-Догана».
Виступав, зокрема, за клуб «Ювенес-Догана», а також молодіжну збірну Сан-Марино.

## Клубна кар'єра
У дорослому футболі дебютував 2009 року виступами за команду клубу «Ювенес-Догана», кольори якої захищає й донині.

## Виступи за збірну
У 2009 році залучався до складу молодіжної збірної Сан-Марино. На молодіжному рівні зіграв у 2 офіційних матчах, пропустив 18 голів.